# Flavii
Pour les articles homonymes, voir Flavius (homonymie).
Légende :
♦Patricien, ♦Plébéien, ♦Consulaire, ♦Sénatorial, ♦Équestre
Gens et Liste des gentes romaines
Les Flavii (singulier: Flavius) sont les membres de la gens Flavia, une famille plébéienne de la Rome antique à laquelle appartiennent les empereurs Vespasien, Titus et Domitien. Le nomen Flavius signifie « blond » en latin.
Les cognomina les plus répandus dans cette famille sont Fimbria, Antoninus, Clemens, et Sabinus.

## Principaux membres

### Sous la République
- Marcus Flavius, tribun de la plèbe en 327 et 323 av. J.-C.
- Cnaeus Flavius, tribun de la plèbe en 305 et édile curule en 304 av. J.-C.
- Caius Flavius Fimbria, consul en 104 av. J.-C.
  - Caius Flavius Fimbria, fils du précédent, partisan de Caius Marius, légat contre Mithridate VI, il tue son supérieur.
- Lucius Flavius, consul suffect en 33 av. J.-C.

#### Flavii Sabini
Les Flavii Sabini sont originaires de Reate.
- Titus Flavius Petro, (v. -75 - ap. -46), centurion participant à la bataille de Pharsale en tant que partisans de Pompée;
  - (Flavius) Sabinus, (v. -35 - ap. 9), chevalier romain;
    - Titus Flavius Sabinus, (v. 5 - 20/12/69), consul suffect en 47, Préfet de Rome à trois reprises;
      - Flavia Sabina, (v.25 - ?), épouse de Lucius Caesennius Paetus;
      - Titus Flavius Sabinus, (v.30 - ap.72), consul suffect en 69 et en 72;
        - Titus Flavius Sabinus, (v.50 - 82/9), consul en 82;
        - Titus Flavius Clemens, (v.60 - 95), consul en 95;
          - (Flavius) Domitianus, (v.81 - ?);
          - (Flavius) Vespasianus, (v.82 - ?);
          - Flavia, (v.85 - v.90);
          - 4 autres enfants décédé jeune;

      - Gnaeus Arulenus Caelius Sabinus, (v.30 - ap.69), consul suffect en 69;

    - Titus Flavius Vespasianus, (18/11/9 - 23/6/79), Augustus en 69;
      - Titus Flavius Vespasianus, (30/12/39 - 13/9/81), Augustus en 79;
        - (Flavia) Julia Augusta, (v. 63 - 87/90), épouse de son cousin Titus Flavius Sabinus;

      - Flavia Domitilla, (v. 45 - av. 69), épouse de Quintus Petillius Cerialis
      - Titus Flavius Domitianus, (24/10/51 - 18/9/96), Augustus en 81;
        - (Titus Flavius Caesar), (73 - v.77)

### Sous l'Empire
Les Flavii accèdent au titre impérial au ier siècle en la personne de Vespasien. La politique impériale consistant à accorder la citoyenneté romaine à de nombreux provinciaux permet la diffusion du gentilice Flavius dans tout l’Empire.

#### Flavii Titiani
Les Flavii Titiani sont peut-être des descendants de l'empereur Titus.
- Titus Flavius Titianus, (v.95 - 133?), préfet d'Egypte de 126 à 133;
  - Titus Flavius Titianus, (v.130 - ap.167), préfet d'Egypte de 164 à 167;
  - ? (Flavia Titiana), (v.135 - ?), épouse de Titus Flavius Claudius Sulpicianus;
    - Flavia Titiana, (v.155 - ap.193), épouse de Pertinax;
    - ? Titus Flavius Titianus, (v.160 - v.216), consul suffect vers 200;
      - ? (Titus Flavius Titianus), (v. 200 - ?);
        - (Titus Flavius) Postumius Quietus, (v.235 - ap.273), consul en 272;
        - Titus Flavius Postumius Titianus, (v.250 - ap.301), consul II en 301, Préfet de Rome;

      - ? (Titus Flavius Varus), (v. 205 - ?);
        - Titus Flavius Postumius Varus, (v. 230 - ap. 271), consul suffect, Préfet de Rome en 271;
          - ? Titus Flavius Postumius Varus, (v. 260 - 325) vir clarissimus;

### Ier siècle

#### Flaviid'Urbs Salvia
- (Lucius Salvius Silva), (v.15 - ?);
  - Lucius Flavius Silva, (v.40 - ap.81), consul en 81;

#### Flavii Sulpiciani
Les Flavii Sulpiciani sont originaire de la ville d'Ierápetra, en Crète.
- (Titus Flavius), (v.50 - ?)
  - Titus Flavius Sulpicianus Dorion, (v.80 - ap.129);
    - ? Flavius Sulpicianus Dorion, (v.105 - ap.161/5), Archiereus panhéllenique;
      - Titus Flavius Claudius Sulpicianus, (v.130 - 193/211), Préfet de Rome en 193;
        - Flavia Titiana, (v.155 - ap.193), épouse de Pertinax;

    - ? Lucius Flavius Sulpicianus Dorion, (v.110 - ?);
      - Lucius Flavius Sulpicianus Dorion Polymnis, (v.137 - 167), préteur désigner en 167;
        - Lucius Flavius Cleonaeus, (v.155 - ap.v.185), préteur vers 185;
        - Flavia Polymnia Marciana;
        - Flavia Crispinilla;

#### Flaviide Judée
- Titus Flavius Iosephus, (v.37/8 - v.100);
  - (Titus) Flavius Hyrcanus, (73 - ?);
  - (Titus) Flavius Justus, (76 - ?);
  - (Titus) Flavius Simonides Agrippa, (79 - ?)

#### FlaviideMarathon
- Titus Flavius Zopyros, (v.60 - ?)
  - Titus Flavius Zoilos, (v.85/90 - ?)
    - ? Titus Flavius Glaukos, (v.130 - ap.v.170), chevalier romain, procurateur de Chypre;
      - (Titus Flavius) Zoilos, (v.155 - ap.v.200), prytane vers 200;
        - Titus Flavius Glaukos, (v.185 - ap.v.225), rhéteur, poète, philosophe
        - Kallaischros, (v.190 - ?)
          - Eunike, (v.220 - ap.v.225), cousine de sénateurs

      - (Titus Flavius) Glaukos, (v.155/60 - v.225), hiérophante vers 215;
      - (Myrt)ale, (v.155/60 - ap.235), épouse d'Apollonios
      - Kallaischros, (v.160 - ?), philosophe;
        - Titus Flavius Dryantianos, (v.190/5 - ap.225), éphèbe, sénateur romain, archonte

  - ? Titus Flavius Kallaischros, (v.90 - ap.v.120), prytane vers 120.

#### FlaviideMessène
- Titus Flavius Polybios, (v.95 - ap.130/8), strategos du koinon des Achéens
  - ? (Titus Flavius);
    - ? Titus Flavius Polybios, notable Messénien
    - ? (Titus Flavius), (v.160 - ?)
      - ? (Titus Flavius), (v.185 - ?)
        - Titus Flavius Polybios, (v.215 - ap.253/6), prêtre de Rome vers 253/6.

#### Flavii de Rennes
- (Titus Flavius), (v.70 - ?);
  - Titus Flavius Postuminus, (v.95 - ap.135), sacerdos Romae et Augusti en 135

#### Autres
- Flavius Scaevinus, (v.20/30 - 4/65), sénateur romain, membre de la conjuration de Pison.
- Flavius Josèphe, (37/38 - v.100) histographe juif ayant adopté le nom de son bienfaiteur, Vespasien.

### AuIIesiècle

#### FlaviidePtolémaïs de Phénicie
- (Titus Flavius), (v.100 - ?);
  - Titus Flavius Boethus, (v.125 - ap.168), consul suffect en 168;

##### Flavii d'Athènes
- Titus Flavius Clétosthene Claudianus, (v.100 - ap.160/1) évergète de Théra;
  - Titus Flavius Clétosthene Iulianus, (v.125 - ap.160/1) asiarque;
    - Titus Flavius Clétosthene Claudianus, (v.145 - ap.160/1) évergète;
    - Flavia Claudia Demetria Ailiana, (v.160 - ap.160/1) évergète;
    - Titus Flavius Clétosthene Iulianus, (v.165 - ap. v.195), prytane, irènarque d'Ephèse;
      - Titus Flavius Stasikles Metrophanes, (v.190 - ap. v.220), clarissimus vir;
        - Titus Flavius Capitolinus, (v.215 - ?), sénateur romain;
        - Titus Flavius Cletosthene, (v.215 - ?), sénateur romain[1]

#### Flavii de Galatie
- Titus Flavius Sempronius Aquila, (v.115 - ?), ab episcupis Graecis;
  - Sempronia Romana, (v.140 - ?), épouse de (Marcus Antonius);
  - ? Titus Flavius Sempronius Aquila, (v.140 - ?), notable d'Isaura;
    - ? (Sempronius) Aquila Romanus, (v.160 - ap.v.170/80), rhéteur en Galatie;

  - Sempronius Charito, (v.145/50 - ?)[2]

#### Flavii Archelai
- Glycon, (v.120 - ?);
  - (Titus Flavius), (v.145 - ?);
    - Titus Flavius Archelaos Claudianus, (v.170 - ?), consul suffect, légat en Hispanie;
      - ? Curtia Flavia Archelais Valentilla;
      - ? Titus Flavius Archelaus, (v.195 - 240), Frères Arvales de 218 à 240;
        - (Ann)ia Aurelia Flavia Archelais, (v.230 - ?), épouse de Marcus Nummius Senecio Tuscus;
        - (Titus Flavius) Archelaus, (v.235 - ap.267), consul en 267;

    - ? (Titus Flavius), (v.175 - ?);
      - ? Titus Flavius Archelaos, (v.205 - ap.268), chevalier romain, helladarque de 245 à 268;

#### Flaviide Leptis Magna
- Lucius Flavius Aper, (v.145 - ?), époux de Septimia Octavilla (sœur de Septime Sévère);
  - (Lucius) Septimius Severus Aper, (v.175 - 212), consul suffect en 209;
    - ? (Lucius Septimius), (v. 200 - ?);
      - ? (Lucius Septimius), (v.230 - ?);
        - Septimius Bassus, (v.270 - ap.319), Préfet de Rome en 317;
          - Septimia Bassa, (v.300 - ?), épouse de Lucius Valerius Maximus Basilius;

  - Lucius Flavius Septimius Aper Octavianus, (v.180 - v.20(), questeur à Chypre, tribun de la plèbe;
    - Flavia Neratia Septimia Octavilla, (v.200 - ?)[b 1];

#### Flavii Philippiani
- Titus Flavius Secundus Philippianus, (v.160 - ap.197), légat d'Auguste propréteur de Lyonnaise;
  - Titus Flavius Victorinus Philippianus, (v.180 - ap.197), tribun militaire de la legio V Macedonica;
  - Titus Flavius Aristo Ulpianus, (v.185/90 - ap.197)[b 2];

#### Autres
- Quintus Flavius Tertullus, (v.90 - ap.148), consul suffect en 133, proconsul d'Asie en 148;
- Flavius Arrianus Xenophon dit « Arrien ».
- Titus Flavius Clemens dit « Clément d'Alexandrie » (Athènes vers 150-Asie Mineure vers 220), lettré grec chrétien et Père de l'Église qui cherche à harmoniser la pensée grecque et le christianisme. On lui connaît une œuvre importante mais qui est en partie perdue.
- Titus Flavius Genialis, préfet du prétoire en 193.

### AuIIIesiècle

#### Quinti Flavii
- ? (Quintus Flavius), (v.250 - ?), épouse une (Maesia)?;
  - ? (Quintus Flavius Maesius), (v.275 - ?), épouse une (Egnatia)?;
    - Quintus Flavius Maesius Egnatius Lollianus, (v.300 - ap.356), Préfet de Rome, consul en 355, Préfet du Prétoire d'Illyricum en 355[b 3],[3];
      - Quintus Flavius Egnatius Placidus Severus, (v.325 - ap.365),  vicarius Urbis de Rome en 365[b 4],[4];
        - Egnatia Avita Severa, (v.345 - ?), épouse de Flavius Eparchius Philagrius;
        - Flavius Egnatius Severus, (v.350 - ?);
          - Flavius Avitus Marinianus, (v.380 - ap.440), consul en 423;
            - Rufius Praetextatus Postumianus, (v.405 - ap.448), consul en 448;
            - ? Rufius Viventius Gallus, (v.410 - ?), préteur urbain;

#### Flavii de Dardanie
- Caius Flavius Iulius Constantius, (31/3/v.250 - 25/7/306), César de 293 à 305, Augustus en 305;
  - Imp. Constantinus Augustus, (27/2/v.272 - 22/5/337), Augustus en 310;
    - Flavius Iulius Crispus Caesar, (v.303 - 326), César en 317;
      - (Flavia), (323 - ?);

    - Constantia, (307/16 - 354), épouse de Flavius Hannibalianus puis de Constantius Gallus;
    - Flavius Claudius Constantinus Augustus, (316 - 4/340), Augustus en 337;
    - Flavius Iulius Constantius Augustus, (7/8/317 - 3/11/361), Augustus en 337;
      - Flavia Maxima Constantia, (361/2 - 383), épouse de Gratien;

    - Flavius Iulius Constans, (320 - 27/2/350), Augustus en 337;
    - Helena, (v.322 - 360), épouse de Julien;

  - Flavius Iulius Dalmatius, (v.290 - 337), consul en 333;
    - Flavius Hannibalianus, (v.315 - 337), César en 335;
    - Flavius Dalmatius Caesar, (v.320 - 337), César en 335;

  - Flavius Julius Constantius, (v.289 - 337),
    - (Galla), épouse de (Vettius) Justus;
    - Flavius Claudius Constantius Gallus, (v.325 - 354), César en 351;
      - Anastasia, (v.351 -?)

    - Flavius Claudius Julianus, (331/2 - 26/6/363), Augustus en 355;

  - Flavia Julia Constantia, (v.296 - v.330), épouse de Licinius;
  - Anastasia, (v.298 - ap.316), épouse de Bassianus;
  - Eutropia, (v.300 - 350), épouse de Virius Nepotianus

#### Flavii deCibalae
- (Flavius) Gratianus, (v.285 - 353/67), Comitatenses;
  - D.N. Valentinianus Augustus, (321 - 17/11/375), Augustus en 364;
    - D.N. Gratianus Augustus, (4/359 - 25/8/383), Augustus en 367;
    - D.N. Valentinianus Augustus, (371 - 15/5/392), Augustus en 375;
    - Aelia Galla, (v.371 - 394), épouse de Théodose Ier;
    - Justa, (v.373 - ?);
    - Grata, (v.376 - ?);

  - D.N. Valens Augustus, (v.328 - 9/8/378), Augustus en 364;
    - Anastasia, (v.356 - ?);
    - Carosa, (v.360 - ?)
    - Flavius Valentinianus, (18/1/366 - 370), consul en 369.

#### Flavii Philagrii
Les Flavii Philagrii sont originaires de Nysse, en Cappadoce.
- Flavius Philagrius, (v.295 - 350), Préfet d'Égypte[5];
  - Flavius Eparchius Philagrius, (v.335 - ap.382), Comes Orientis en 382, évêque de Chypre;
    - ? Flavius Iulius Agricola, (v.365 - ap.421), consul en 421;
      - Ne, (v.385 - ?), épouse un (Ennodius?);
      - ? Iulius Philagrius, (v. 395 - ap. 469);
        - ? N, (v. 430 - ?);
          - ? Fylagrius, (v. 465 - av. 549), évêque de Cavaillon;

      - D.N. Eparchius Avitus Aug., (v.400 - 457), Augustus en 455;
        - Papianilla, (v. 435 - ap. 477), épouse de Caius Sollius Apollinaris Sidonius Modestus;
        - Agricola, (v.440 - ap.507), vir inlustris;
          - ? Avitus, (v. 465 - av. 533), préteur;
            - ? Agricola, (497 - 580), évêque de Chalon;
              - ? N, (v. 520 - ?);
                - ? Agricola, (v. 540 - ap. 581/9), évêque de Nevers;

              - ? Agricola, (v. 520 - ?), évêque de Valais[6];

          - Papianilla, (v.480 - 540/2), épouse de Parthenius;

    - ? N, (v. 370 - ?);
      - ? Ommatius, (v. 395 - ap. 468), vir nobilis;
        - ? Papinilla, (v. 415 - ?), épouse de Tonantius Ferreolus;
        - ? Eparchius, (v.425 - v.470), évêque de Clermont en 460;
        - Hiberia, (v.440 - ?), épouse de Ruricius;

    - ? Avitus, (v. 370 - av. 453), évêque de Bourges[7];
      - ? Ne, (v. 405 - ?), mère d'Avitus;
      - ? (Avita), (v. 410 - ?), épouse de (Sollius Alcimus);

#### Autres
- Flavius Abinnaeus, (v. 286 - ap. 351), préfet de cavalerie en Egypte;

### AuIVesiècle

#### Flavii de Singidunum
- (Flavius) Varronianus, (v.300 - ap.361), comes domesticorum;
  - D.N. Iovianus Augustus, (331 - 17/2/364), Augustus en 363;
    - Varronianus, (362 - ap.v.380), consul en 364;
    - N, (v.363 - ?);

#### Flavii deCarthaginoise
- (Flavius) Honorius, (v.300 - ?)
  - (Flavius) Theodosius, (v. 320 - 376), magister equitum praes occidentalis;
    - D.N. Theodosius Augustus, (11/1/347 - 17/1/395), Augustus en 379;
      - D.N. Arcadius Augustus, (377 - 1/5/408), Augustus en 395;
        - Flacilla, (v.397 - ?);
        - Aelia Pulcheria, (19/1/399 - 11/11/453), épouse de Marcien;
        - Arcadia, (3/4/400 - 444)
        - D.N. Theodosius Augustus, (10/4/401 - 28/7/450), Augustus en 408;
          - Licinia Eudoxia, (422 - 493), épouse de Valentinien III puis de Pétrone Maxime;
          - Flaccilla, (425 - 431);
          - (Arcadius?), (v. 430 - av. 450);

        - Marina, (403 - 449), religieuse;

      - Pulcheria, (v.382 - v.388);
      - D.N. Honorius Augustus, (9/9/384 - 15/8/423), Augustus en 393;
      - Gratianus, (388/9 - 394);
      - Aelia Galla Placidia, (392/3 - 27/11/450), épouse d'Athaulf puis de Constance III;
      - Iohannes, (394 - 394);

    - Honorius, (v.350 - 479);
      - Serena, (v.370 - 408), épouse de Stilicon;

  - Flavius Eucherius, (v. 325 - ap. 395), consul en 381

#### Flavii Tauri
- Flavius Taurus, (v.320 - ap.362), consul en 361;
  - (Flavius) Armonius, (v.345 - v.391);
  - Flavius Eutychianus, (v.350 - 405), consul en 398;
  - (Flavius) Aurelianus, (v.355 - ap.416), consul en 400;
    - Flavius Taurus, (v.385 - 449), consul en 428;
      - ? (Flavius Taurus), (v.420 - ?);
        - ? (Flavius Taurus), (v.450 - ?);
          - ? Flavius Taurus Clementinus Armonius Clementinus, (v.475 - ap.513), consul en 513;

#### Flavii de Germanie
- Flavius Dagalaiphus, (v.325 - ap.366), consul en 366;
  - ? (Flavius Dagalaiphus), (v.350 - ?);
    - ? (Flavius Dagalaiphus), (v.375 - ?);
      - ? (Flavia), (v.400 - ?), épouse de Flavius Areobindus;

#### FlaviiAlains
- Flavius Ardaburius, (v. 380 - ap. 427), consul en 427;
  - Flavius Aspar, (v. 390 - 471), consul en 434;
    - Flavius Ardaburius, (v. 410 - 471), consul en 447;
      - Godisthea, (v. 445 - ?), épouse de Flavius Dagalaiphus;

    - Flavius Iulius Patricius, (v.415 - ap.471), consul en 459, César en 470;
    - (Flavius) Hermenericus, (v. 430 - ap. 484), consul en 465;
    - (Flavia), (v.420 - ?);
    - (Flavia), (v.425 - ?);

#### Flavii deNaissus
- D.N. Constantius Augustus, (v.380 - 2/9/421), Augustus en 421;
  - Justa Grata Honoria, (416/7 - 455/7), épouse de Herculanus;
  - D.N. Placidius Valentinianus Augustus, (2/7/419 - 16/3/455), Augustus en 425;
    - Eudocia, (439 - v.472), épouse de Palladius puis de Hunéric;
    - Galla Placidia, (v.440 - ap.480), épouse d'Olybrius;

#### Flavii Scythes
- Gaudentius, (v. 370 - av. 425), magister militum praesentalis;
  - Flavius Aetius, (v. 396 - 21/9/454), consul en 432, 437 et 446;
    - Carpilio, (v. 430 - ?);
    - Gaudentius, (v. 440 - ap. 455);
    - Aetia, (v. 440 - ?);

- Flavius Abundantius, (v. 350 - ap. 400), consul en 393;

#### Autres
- Flavius Arbitio, (v. 310 - ap. 366), consul en 355;
- Flavius Arinthaeus, (v. 310 - 378), consul en 372;
- Flavius Nevitta, (v. 320 - ap. 363), consul en 362;
- Flavius Euodius, (v. 345 - ap. 386), consul en 386;
- Flavius Caesarius, (v. 350 - ap. 403), consul en 397;

### AuVesiècle

#### FlaviiGoths
- Flavius Areobindus, (v.400 - 449), consul en 434;
  - Flavius Dagalaiphus, (v.430 - ap.461), consul en 461;
    - Flavius Areobindus Dagalaiphus, (v.460 - 512), Magister militum, consul en 506;
      - Anicius Olybrius, (v.480 - 524/7), consul en 491;
        - Proba, (v.510 - ?), épouse de Anicius Probus;

      - Areobindus, (v.485 - ?);
        - Probus, (v.510 - 542);
          - ? Proba, (v.535 - ?), épouse de Rogas:

    - ? N, (v. 465 - ?);
      - ? Dagalaiphus, (v. 485 - ap. 509), comes;
        - ? Areobindus, (v. 510 - 546), patricius, magister militum Africa en 545

#### Flavii deDyrrachium
- (Flavius) Pompeius, (v.405 - ?);
  - D.N. Anastasius Augustus, (v.430 - 10/7/518), Augustus en 491;
    - N, (v. 490 - 501);

  - Caesaria, (v.440 - ap. 491), épouse de Flavius Secundinus;
  - Flavius Paulus, (v.440/5 - ap.496), consul en 496;
    - Flavius Probus, (v.470 - ap.502), consul en 502;
      - Flavius Anastasius Paulus Probus Sabinianus Pompeius, (v.490 - ap.517), consul en 517;
        - Anastasius, (v.510 - ap.571);
          - Anastasius, (v.530/5 - ?);
            - Proba, (v.555 - ?), épouse de Georgius;
            - Areobindus, (v.560 - ?);
            - Placida, (v.560 - ?), épouse de Jean Mystacon;

        - Iohannes, (v.515 - ?);
        - Athanasius, (v.515/20 - ?);

      - Flavius Anastasius Paulus Probus Moschianus Probus Magnus, (v.495 - ap.518), consul en 518;

    - Irene, (v. 485 - ?), épouse d'Anicius Olybrius[8];

#### Autres
- Priscus Attale.

### Après la chute de l'Empire

#### VIesiècle
- Flavius Belisarius (Bélisaire).
- Flavius Petrus Justinianus Sabbatius  (l'empereur Justinien).

#### AuVIIesiècle
- Flavius Heraclius (l'empereur Héraclius).